# Бржечка, Ян
Ян Брже́чка (чеш. Jan Břečka; 13 октября 1975, Пардубице) — чешский гребец-каноист, выступал за сборную Чехии в конце 1990-х — середине 2000-х годов. Чемпион мира, пятикратный чемпион Европы, участник летних Олимпийских игр в Сиднее, победитель многих регат республиканского и международного значения.

## Биография
Ян Бржечка родился 13 октября 1975 года в городе Пардубице.
Первого серьёзного успеха на взрослом международном уровне добился в 1999 году, когда попал в основной состав чешской национальной сборной и побывал на чемпионате Европы в хорватском Загребе, откуда привёз награды бронзового и золотого достоинства, выигранные на дистанции 200 метров среди двухместных и четырёхместных каноэ соответственно. Позже в том же сезоне он взял серебро в четвёрках на двухстах метрах на чемпионате мира в Милане. На европейском первенстве 2000 года в польской Познани добавил в послужной список ещё серебряную и золотую медали.
Благодаря череде удачных выступлений удостоился права защищать честь страны на летних Олимпийских играх в Сиднее — стартовал здесь вместе с напарником Петром Прохазкой в двойках на дистанциях 500 и 1000 метров, однако в обоих случаях сумел дойти только до стадии полуфиналов.
В 2001 году Бржечка выиграл золотую медаль на чемпионате Европы в Милане и серебряную медаль на чемпионате мира в Познани — обе в четвёрках на двухстах метрах. В следующем сезоне в тех же дисциплинах получил бронзу на европейском первенстве в венгерском Сегеде и серебро на мировом первенстве в испанской Севилье. На чемпионате мира 2003 года в американском Гейнсвилле занял третье место, однако впоследствии переместился в итоговом протоколе на второе, когда из-за положительного допинг-теста гребца Сергея Улегина была дисквалифицирована сборная России. На чемпионатах Европы 2004 и 2005 годов в Познани дважды подряд становился чемпионом в своей коронной двухсотметровой дисциплине четвёрок. Последний раз сколько-нибудь значимый результат показал в 2006 году на мировом первенстве в Сегеде, опередив всех своих соперников и завоевав тем самым золотую медаль. Вскоре по окончании этих соревнований Ян Бржечка принял решение завершить карьеру профессионального спортсмена, уступив место в сборной молодым чешским гребцам.
Женат на чешской гимнастке Даниэле Бартовой, участнице Олимпийских игр 1992 и 2000 годов.